# میلن (جورجیا)
میلن، جورجیا (به انگلیسی: Millen, Georgia) یک شهر در ایالات متحده آمریکا با جمعیت ۳٬۴۹۲ نفر است که در جورجیا واقع شده‌است.

## موقعیت جغرافیایی
موقعیت جغرافیایی شهرها و مناطق اطراف به شرح زیر است: